# 森林政策学
森林政策学（しんりんせいさくがく）は森林について政策学・社会学・経済学・人文学の側面から研究を行う森林科学。森林と人類との関係について、人文・社会科学的アプローチで研究していく。総合科学の体系を持つ森林科学の中でも従来林政学として組み込まれていた社会科学分野の政策学、法律学、経済学、経営学から歴史、地理等の分野といった人文科学をもカバーし、森林と人とが関わる社会的事象から文化的側面全てがその対象領域としている。

## 教育
- 北海道大学農学部 森林政策学研究室
- 岩手大学農学部 森林政策学研究室
- 山形大学農学部 森林資源政策学分野
- 宇都宮大学農学部 森林政策研究室
- 東京大学大学院農学生命科学研究科 森林科学専攻 林政学研究室
- 東京農工大学農学部 森林経営学研究室
- 東京農業大学地域環境科学部森林総合科学科 森林政策学研究室
- 信州大学農学部 森林政策学研究室
- 京都大学大学院農学研究科 生物資源経済学専攻／農学部 食料・環境経済学科 森林・林業政策学分野（旧：農林経済学専攻/農林経済学科 林政学分野）
- 愛媛大学農学部 森林政策研究室
- 九州大学農学部 森林政策学研究室
- 長崎大学環境科学部 森林政策学の研究室
- 宮崎大学農学部 森林経済学研究室
- 鹿児島大学農学部 森林政策学研究室
- 琉球大学農学部 森林政策学研究室